# Sân bay Lưu Tập Tương Dương
Sân bay Lưu Tập Dương Phàn là một sân bay ở Tương Phàn, Hồ Bắc, Cộng hòa Nhân dân Trung Hoa (IATA: XFN, ICAO: ZHXF). Sân bay này cách trung tâm thành phố 18 km, có 1 đường cất hạ cánh dài 2.400 m.

## Các hãng hàng không và các tuyến bay
| Hãng hàng không         | Các điểm đến          |
| ----------------------- | --------------------- |
| Air China               | Bắc Kinh - Thủ đô     |
| China Southern Airlines | Quảng Châu            |
| Shanghai Airlines       | Thượng Hải - Phố Đông |
| Shenzhen Airlines       | Thâm Quyến            |